# Chiesa di Santa Maria Assunta (Loro Ciuffenna, capoluogo)
La chiesa di Santa Maria Assunta è un edificio sacro che si trova nel centro di Loro Ciuffenna, in provincia di Arezzo, e appartenente alla diocesi di Arezzo-Cortona-Sansepolcro.

## Storia e descrizione
Antica cappella gentilizia del castello dei Guidi, è documentata come parrocchia dal 1275.
Sullo scorcio del XIV secolo venne ampliata inglobando una delle torri delle mura, di cui resta visibile l'accesso originario.
La costruzione, ruotata di 90 gradi rispetto alla struttura primitiva, ha un impianto a navata unica coperta da tetto a capriate lignee. Sulla facciata si apre un portale in bozze di pietra arenaria con architrave sormontato da una lunetta nella quale sono scolpiti l'Agnus Dei e la Croce.
All'interno, a navata unica, conserva, sulla destra, affreschi frammentari tre-quattrocenteschi, fra i quali la Visitazione di santa Elisabetta e un Santo martire, riferibili a Mariotto di Cristofano. Alla paretre sinistra sono appese le due importanti tavole di Carlo Portelli con l'Annunciazione e la Pietà (quest'ultima realizzata per la locale Compagnia della Misericordia), firmate e datate rispettivamente 1555 e 1561 e testimonianza del suo periodo di maggior vicinanza agli esempi di Rosso Fiorentino.
All'altare maggiore è collocato il polittico con la Madonna dell'Umiltà fra i santi Martino, Andrea, Agata e Giovanni Battista di Lorenzo di Bicci.
Sulla parete opposta all'altare si trova anche una Testa di Madonna dell'artista Venturino Venturi.